# 20729 Opheltius
20729 Opheltius è un asteroide troiano di Giove del campo greco. Scoperto nel 1999, presenta un'orbita caratterizzata da un semiasse maggiore pari a 5,223589 UA e da un'eccentricità di 0,064683, inclinata di 22,001275° rispetto all'eclittica. Ha un diametro di 50,961 km, un periodo di rotazione di 5,72 ore e un'albedo di 0,052.
È dedicato ad Ofeltio, guerriero greco ucciso da Ettore.